# Província Central (Zàmbia)

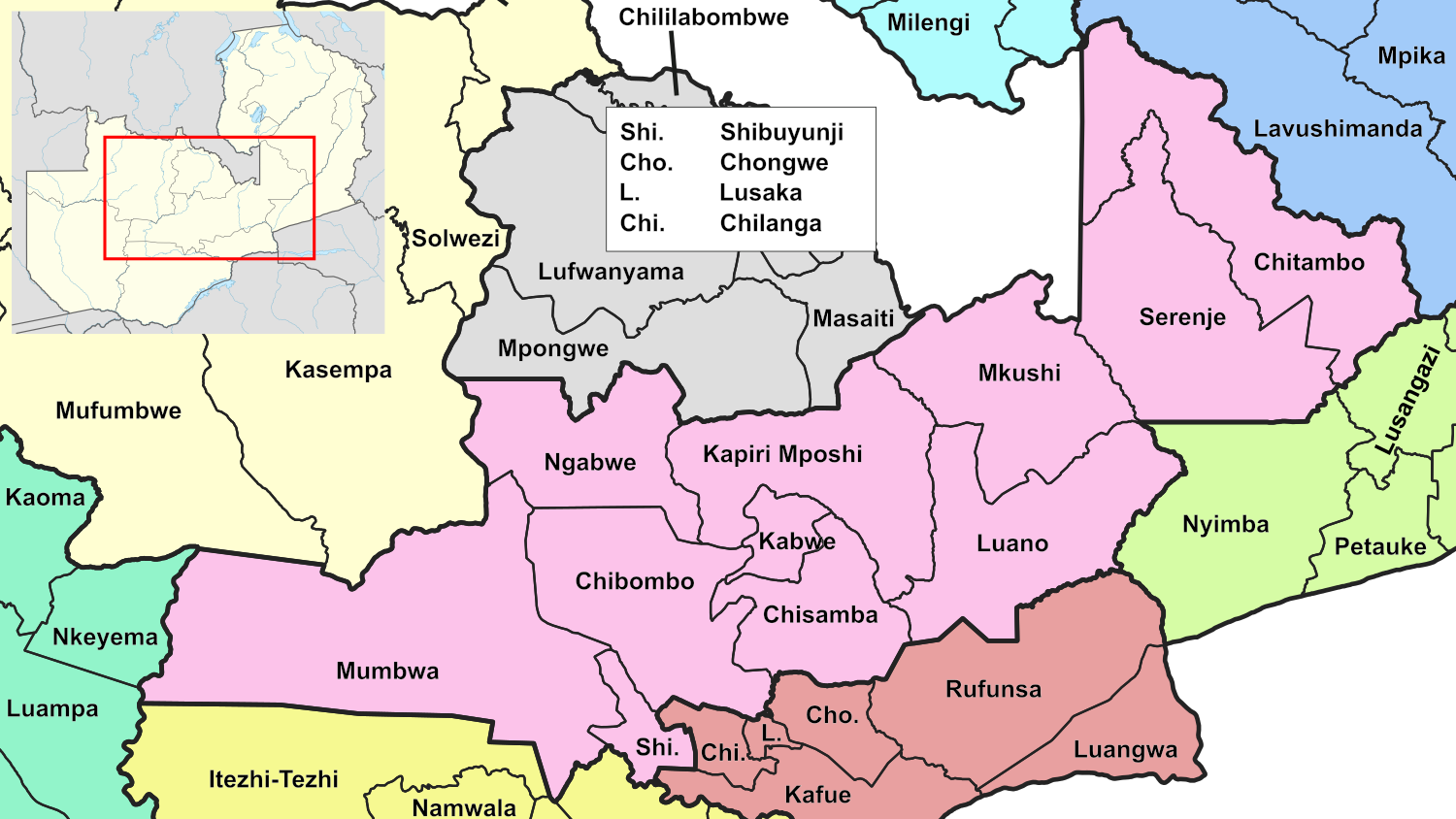
Districtes de la província Central de Zàmbia (2022)

La província Central de Zàmbia és una de les nou províncies de Zàmbia, Àfrica. La capital provincial és Kabwe, seu de l'Autoritat Mulungushi Rock, del partit polític dominant UNIP.

## Reserves i parcs nacionals
- Parc Nacional Kafue, el més gran del país, compartit amb les províncies del Sud i del Nord-oest
- Parc Nacional Blue Lagoon
- Parc Nacional Kasanka
- Parc Nacional Luangwa Sud amb accés per la província Est
- Valls del riu Lunsemfwa i del riu Lukusashi
- Aiguamoll Lukanga

## Districtes
En té sis (2022):
- Chibombo
- Chisamba
- Chitambo
- Kabwe
- Kapiri Mposhi
- Luano
- Mkushi
- Mumbwa
- Ngabwe
- Serenje
- Shibuyunji